# Camiri (gemeente)
Camiri is een gemeente (municipio) in de Boliviaanse provincie Cordillera in het departement Santa Cruz. De gemeente telt naar schatting 36.573 inwoners (2018). De hoofdplaats is Camiri.